# Woincourt
Woincourt és un municipi francès situat al departament del Somme i a la regió dels Alts de França. L'any 2007 tenia 1.453 habitants.

## Demografia

### Població

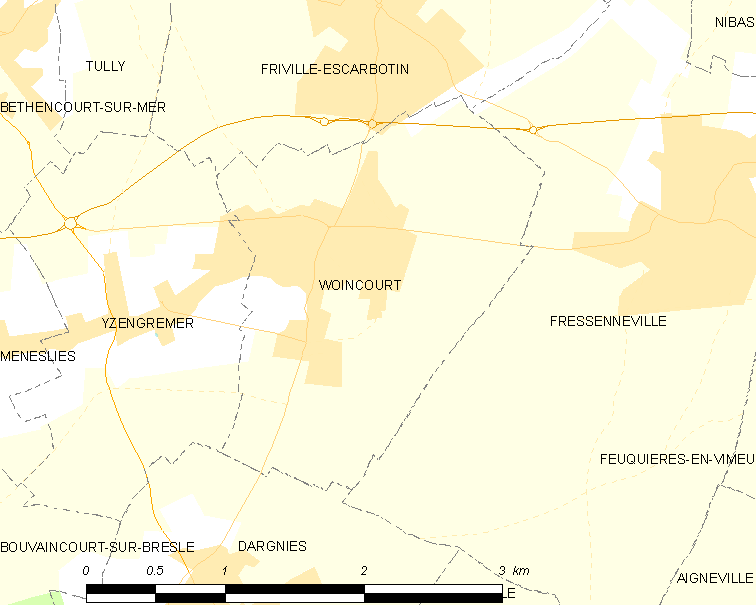
mapa municipi

El 2007 la població de fet de Woincourt era de 1.453 persones. Hi havia 556 famílies de les quals 128 eren unipersonals (44 homes vivint sols i 84 dones vivint soles), 168 parelles sense fills, 216 parelles amb fills i 44 famílies monoparentals amb fills.
La població ha evolucionat segons el següent gràfic:
Habitants censats

### Habitatges

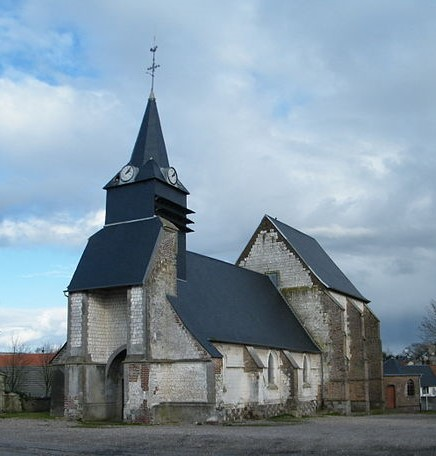
església

El 2007 hi havia 616 habitatges, 561 eren l'habitatge principal de la família, 15 eren segones residències i 40 estaven desocupats. 517 eren cases i 97 eren apartaments. Dels 561 habitatges principals, 365 estaven ocupats pels seus propietaris, 186 estaven llogats i ocupats pels llogaters i 10 estaven cedits a títol gratuït; 9 tenien una cambra, 35 en tenien dues, 132 en tenien tres, 172 en tenien quatre i 213 en tenien cinc o més. 422 habitatges disposaven pel capbaix d'una plaça de pàrquing. A 282 habitatges hi havia un automòbil i a 175 n'hi havia dos o més.

### Piràmide de població

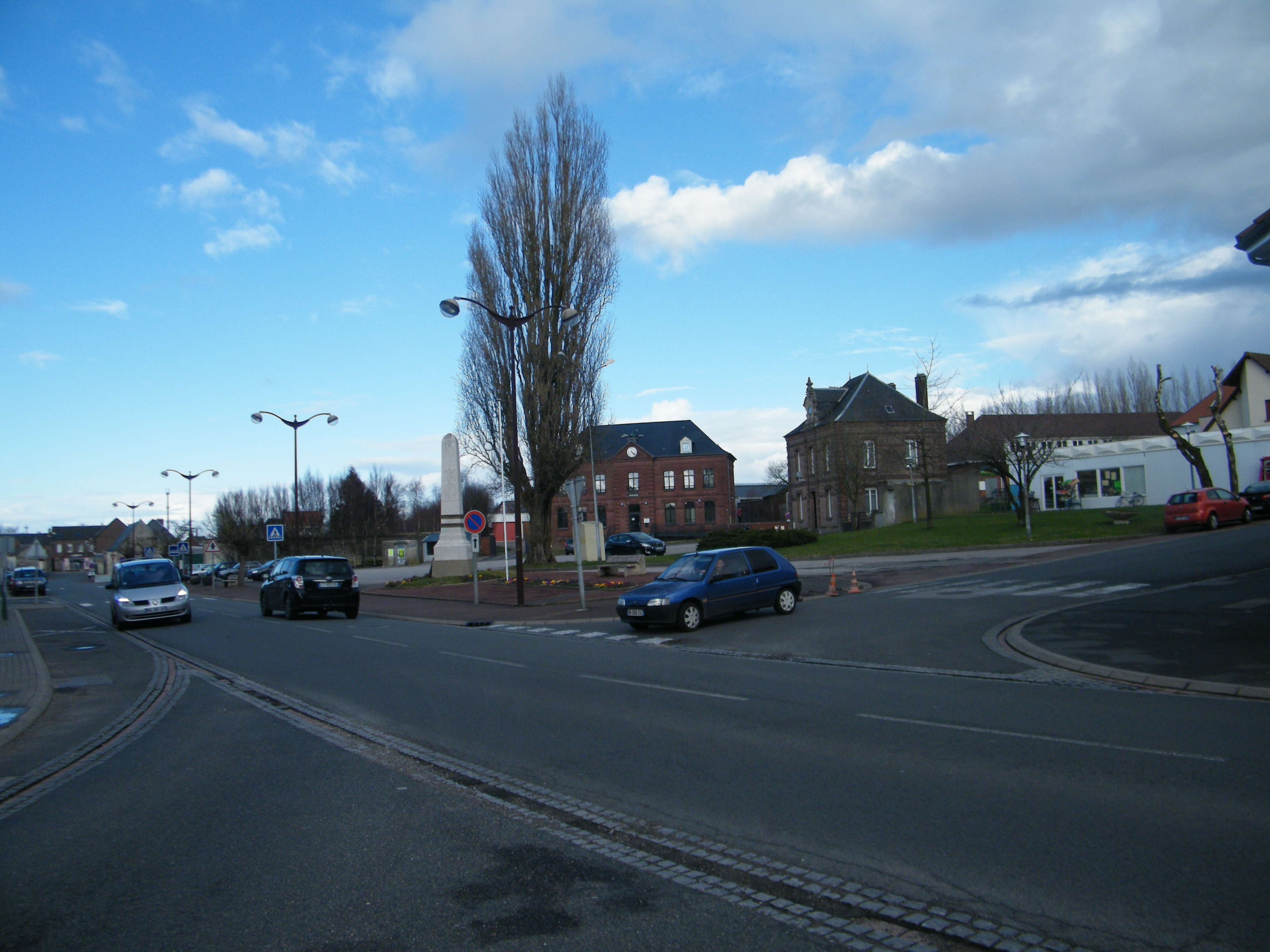

La piràmide de població per edats i sexe el 2009 era:
| Homes | Edats   | Dones |
| ----- | ------- | ----- |
| 0     | 95 o +  | 0     |
| 0     | 90 a 94 | 12    |
| 4     | 85 a 89 | 28    |
| 8     | 80 a 84 | 12    |
| 24    | 75 a 79 | 28    |
| 52    | 70 a 74 | 28    |
| 40    | 65 a 69 | 52    |
| 20    | 60 a 64 | 32    |
| 20    | 55 a 59 | 16    |
| 44    | 50 a 54 | 48    |
| 60    | 45 a 49 | 40    |
| 68    | 40 a 44 | 76    |
| 48    | 35 a 39 | 48    |
| 52    | 30 a 34 | 44    |
| 56    | 25 a 29 | 48    |
| 48    | 20 a 24 | 44    |
| 68    | 15 a 19 | 48    |
| 64    | 10 a 14 | 56    |
| 44    | 5 a 9   | 36    |
| 36    | 0 a 4   | 56    |

## Economia

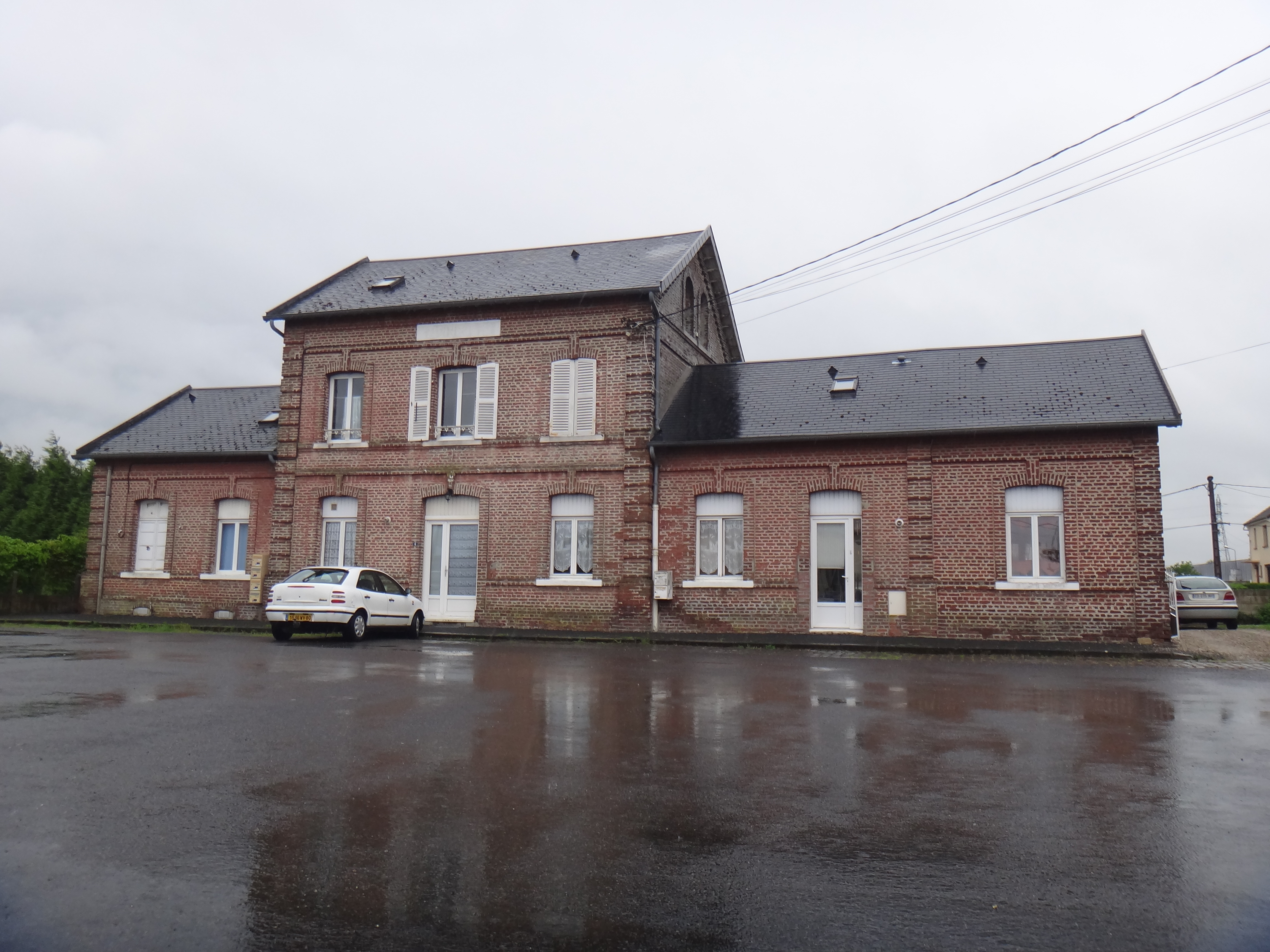

El 2007 la població en edat de treballar era de 936 persones, 646 eren actives i 290 eren inactives. De les 646 persones actives 558 estaven ocupades (311 homes i 247 dones) i 88 estaven aturades (47 homes i 41 dones). De les 290 persones inactives 96 estaven jubilades, 75 estaven estudiant i 119 estaven classificades com a «altres inactius».

### Ingressos
El 2009 a Woincourt hi havia 584 unitats fiscals que integraven 1.450,5 persones, la mediana anual d'ingressos fiscals per persona era de 15.063 €.

### Activitats econòmiques
Dels 52 establiments que hi havia el 2007, 1 era d'una empresa alimentària, 3 d'empreses de fabricació de material elèctric, 12 d'empreses de fabricació d'altres productes industrials, 3 d'empreses de construcció, 9 d'empreses de comerç i reparació d'automòbils, 1 d'una empresa de transport, 5 d'empreses d'hostatgeria i restauració, 3 d'empreses financeres, 2 d'empreses immobiliàries, 5 d'empreses de serveis, 5 d'entitats de l'administració pública i 3 d'empreses classificades com a «altres activitats de serveis».
Dels 10 establiments de servei als particulars que hi havia el 2009, 1 era una oficina de correu, 2 tallers de reparació d'automòbils i de material agrícola, 1 autoescola, 1 fusteria, 1 lampisteria, 3 restaurants i 1 saló de bellesa.
Dels 5 establiments comercials que hi havia el 2009, 1 era una botiga de més de 120 m², 1 una botiga de menys de 120 m², 1 una fleca, 1 una peixateria i 1 una joieria.
L'any 2000 a Woincourt hi havia 8 explotacions agrícoles.

## Equipaments sanitaris i escolars
El 2009 hi havia 1 farmàcia i 1 ambulància.
El 2009 hi havia una escola elemental.

## Poblacions més properes
El següent diagrama mostra les poblacions més properes.